# Barisoa
Barisoa is een geslacht van vlinders van de familie van de grasmotten (Crambidae), uit de onderfamilie van de Musotiminae. De wetenschappelijke naam en de beschrijving van dit geslacht werden voor het eerst in 1886 gepubliceerd door Heinrich Benno Möschler.
Dit geslacht is monotypisch, dat wil zeggen dat het maar één soort heeft namelijk Barisoa intentalis Möschler, 1886 uit Jamaica.